# NGC 6109
NGC 6109 في الفهرس العام الجديد، هي مجرة، تقع في كوكبة الإكليل الشمالي (كوكبة). اكتشفت في 7 يوليو 1880 بواسطة إدوارد ستيفان.

## روابط خارجية
- NGC 6109 على موقع ويكي سكاي: DSS2, SDSS, GALEX, IRAS, Hydrogen α, X-Ray, Astrophoto, Sky Map, Articles and images